# Битва при Року
Битва при Року (англ. Battle of Rocoux, фр. Bataille de Rocourt) — сражение, состоявшееся 11 октября 1746 года между французской армией под командованием маршала Морица Саксонского и объединёнными немецкими, британскими, голландскими и австрийскими войсками, близ Року в Льежском епископстве (ныне Бельгия), во время Войны за австрийское наследство.

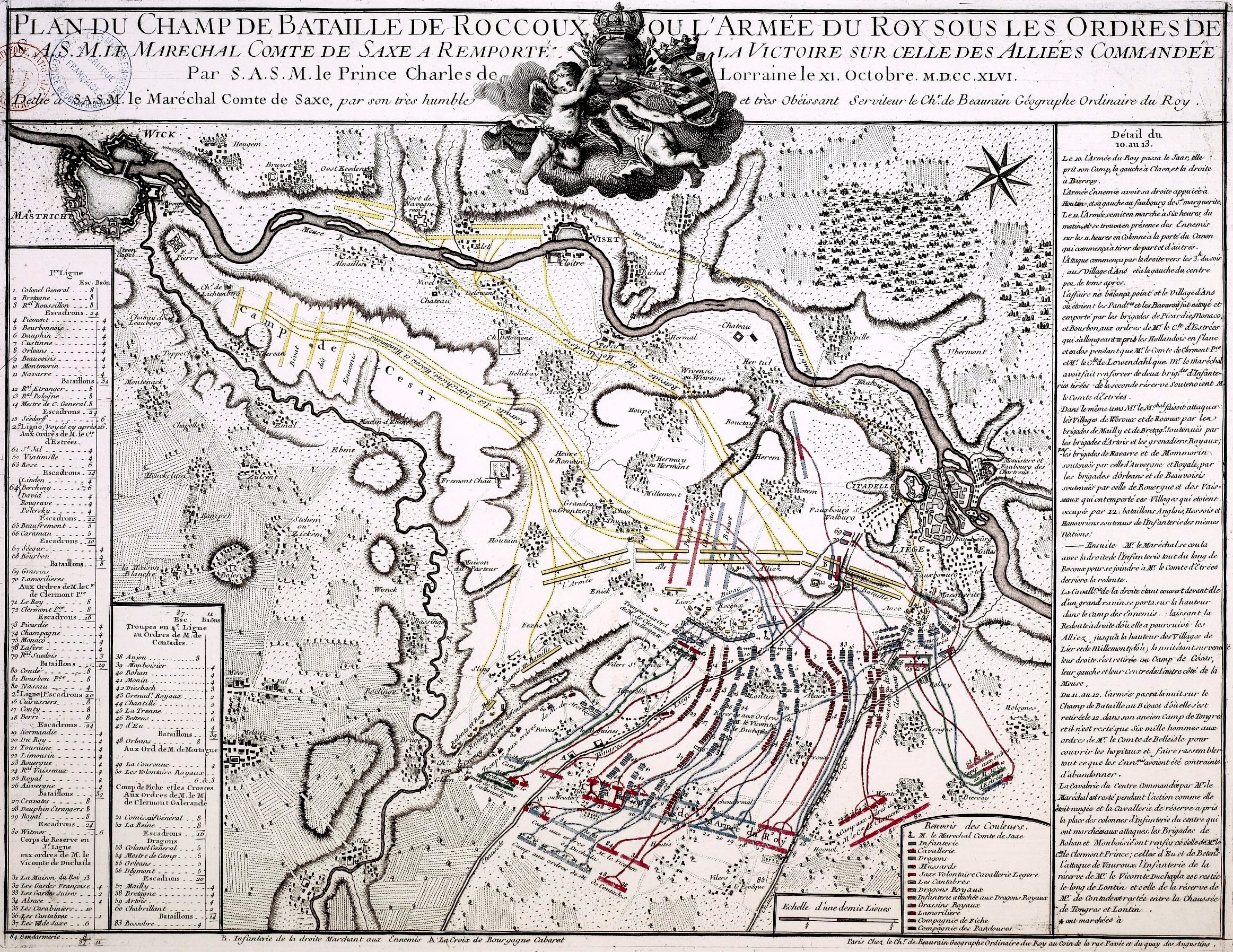
План битвы при Року (1746)

## Предыстория
Когда в 1740 году началась Война за австрийское наследство, Британия всё ещё вела Войну за ухо Дженкинса с Испанией. Британские и голландские войска первоначально сражались как часть армии Брауншвейг-Люнебурга и только в марте 1744 года Франция официально
объявила войну Великобритании, в то время как Голландия оставалась нейтральной
до 1747 года.
После победы в Битве при Фонтенуа в апреле 1745 года, французская армия захватила несколько ключевых
портов вроде: Остенде, Гент и Ньивпорт, в то время как Восстание якобитов 1745 года вынудило Великобританию перебросить войска в Шотландию. В первые месяцы 1746 года французы заняли Лёвен, Брюссель и Антверпен. Воодушевлённый этими успехами, Министр иностранных дел Франции Аржансон направил Британии мирные предложения.
Победы французов на полях сражений во Фландрии не привели к решающим результатам, и
у англичан появилась надежда на возврат утраченных позиций. После подавления Якобитского восстания, Джон Лигонье вернулся из Шотландии, чтобы принять командование ганноверскими
и британскими войсками. Целью Австрии было отвоевать Силезию у Пруссии. Голландцы же хотели мира, так как боевые действия сильно сказались на торговле. Эти факторы сыграли важную роль в кампании 1746 года, закончившейся в Року.

## Сражение

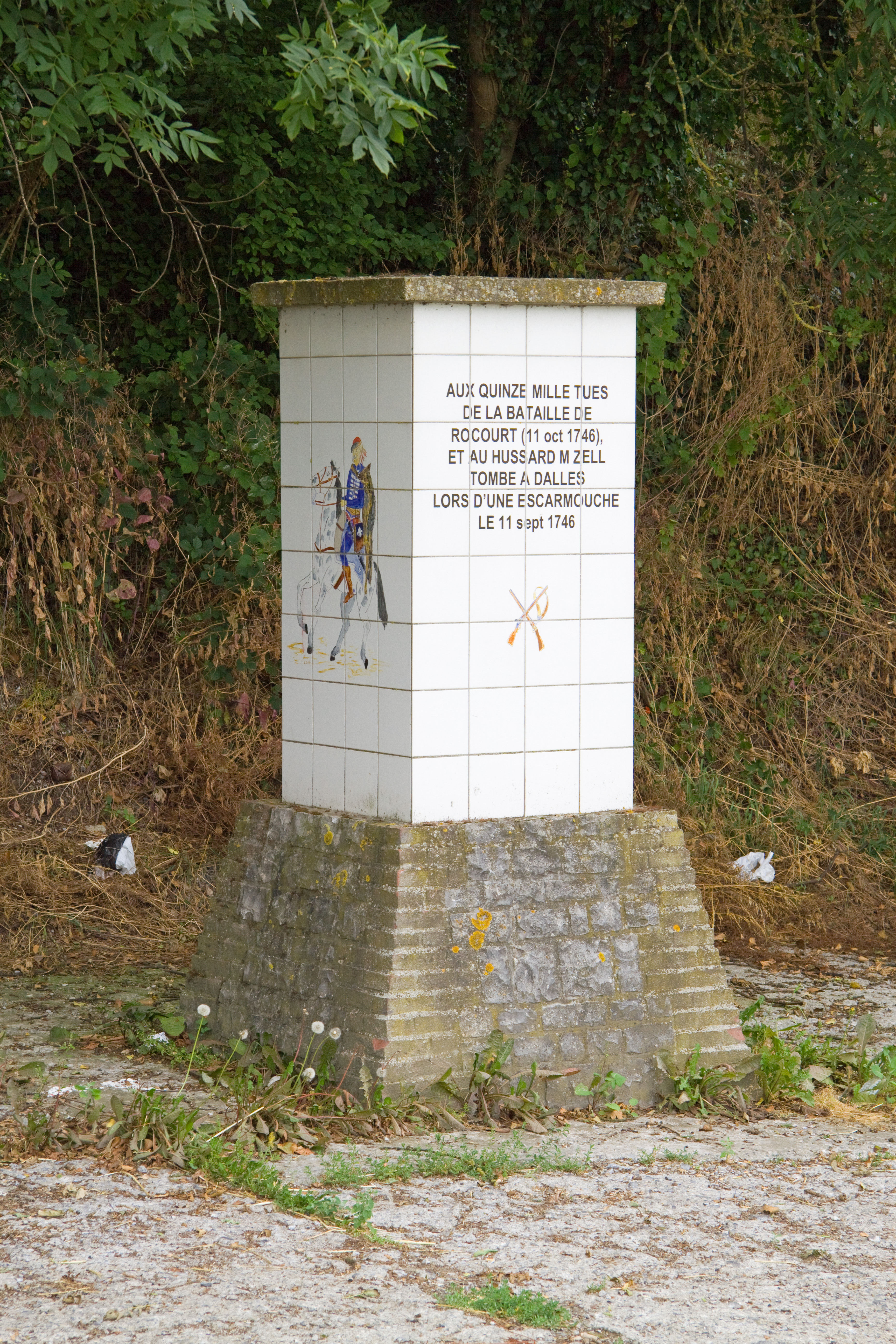
Памятник в честь битвы при Року

Часто называемые Фландрией, Австрийские Нидерланды представляли собой компактную территорию шириной 160 километров, с самой высокой точкой всего в 100 метрах над уровнем моря, где преобладали каналы и реки. До 19 века коммерческие и военные товары в основном перевозились по воде, и войны на этом театре военных действий обычно велись за контроль над такими реками, как Лис, Самбра и Маас. В период с февраля по июль 1746 года французы взяли Брюссель, Антверпен, Лёвен и Монс, затем двинулись на города вдоль Мааса, начиная с Шарлеруа.
В середине июля Прагматичная армия (британские, австрийские, ганноверские войска) приготовилась защищать Намюр. Оставив Людовика Конти на направлении Шарлеруа, Мориц Саксонский перерезал вражеские линии снабжения, вынудив их отступить. К концу сентября Намюр пал, и союзники. двинулись защищать Льеж, следующий город на Маасе.
Укреплённая слева пригородами Льежа, линия союзников проходила через Року до реки Йекер, голландцы под командованием Карла Августа удерживали левый фланг, англичане и немцы в центре и австрийцы справа. Французская армия вступила в контакт с австрийскими аванпостами около 18:00 10 октября, они остановились на ночь и разбили лагерь за пределами Льежа. Зная, что их значительно превосходят численностью, Карл Лотарингский приказал обозу переправиться через Маас, чтобы обеспечить упорядоченное отступление, а войска Лигонье укрепили деревни Року, Вару и Лиер. Мориц Саксонский решил атаковать союзников слева и в центре, оставив небольшие силы для прикрытия австрийского сектора, который был защищен рядом рвов и оврагов.
За ночью проливного дождя последовал густой туман, задержавший французов до 10:00 утра. Их артиллерия открыла огонь по позициям англичан и голландцев, в то время как две колонны во главе с Клермон-Тоннером и Ловендалем готовились к лобовой атаке. После того, как власти Льежа открыли ворота, третий отряд под командованием Луи Контада прошел через город и обошел Карла Августа с фланга, который перестроил свои войска, чтобы противостоять этой угрозе. Эти перемещения означали, что французское наступление началось не раньше 15:00. Голландцы оказали сильное сопротивление, особенно в районе деревни Ансе, которую они сдали после двух часов тяжёлых боёв. Контратаки голландской кавалерии позволили их пехоте отступить с меньшими потерями.
Вторая французская атака была предпринята против британско-немецких войск в центре, которые были вытеснены со своих укрепленных позиций в Року и Верку, прежде чем успели перегруппироваться. Хотя Людвиг фон Застров сохранил Эрсталь, голландская, британская и немецкая пехота отступила к Маасу, прикрываемая австрийцами, которые не участвовали непосредственно в сражении. Георг II позже раскритиковал Карла Лотарингского за то, что он якобы не поддержал англичан и голландцев, но Лигонье сказал, что действовал в соответствии с планом, согласованным руководством союзников накануне вечером.
Мориц Саксонский решил, что уже слишком поздно продолжать наступление, и позволил войскам Прагматичной армии отступить без помех. Англичане, немцы и голландцы переправились через Маас по трем понтонным мостам, австрийцы отступили через Йекер, а затем направились в Маастрихт.

## Последствия
Хотя Битва при Року привела к захвату Льежа и открыла путь для нападения на Республику Соединённых провинций, французскому маршалу вновь не удалось одержать решающую победу. Во главе с маркизом де Пюизье, Франция начала двусторонние переговоры с Великобританией в Бреде, в августе 1746 года. Они продвигались медленно, поскольку британскому посланнику графу Сэндвичу было приказано затягивать процесс, надеясь, что их положение во Фландрии улучшится. По итогам Гаагской конвенции в январе 1747 года, Великобритания согласилась финансировать австрийские и сардинские войска в Италии и армию союзников численностью 140 000 человек во Фландрии, увеличившуюся до 192 000 в 1748 году.
Однако к концу 1746 года австрийские войска изгнали испанские войска бурбонов из Северной Италии, и ни Франция, ни Испания не могли позволить себе продолжать финансирование своей кампании. После устранения этой угрозы Мария Терезия хотела мира, чтобы перестроить свою администрацию, и якобы использовала свои британские субсидии для оплаты инфраструктурных проектов в Вене. Надеясь вернуть позиции во Фландрии, герцог Ньюкасл убедил своих союзников предпринять ещё одну попытку, которая закончилась поражением в Битве при Лауфельде в июле 1747 года.

## Память
В Бельгии, на дороге между деревнями Глонс и Слинс, был установлен памятник в честь событий 11 октября 1746 года.